# Charlemagne, Québec
Charlemagne är en stad (kommun av typen ville) i provinsen Québec i Kanada. Den ligger i regionen Lanaudière, i den sydöstra delen av landet, 24 km norr om centrala Montreal och 180 km öster om huvudstaden Ottawa. Antalet invånare var 6 302 vid folkräkningen 2021. Sångerskan Céline Dion är från staden.